# The American Dream (1957 - 1962)
The American Dream (1957 - 1962), 6-CD-box med Ricky Nelson, utgiven 31 oktober 2001 på det tyska skivbolaget Bear Family Records.
Boxen innehåller Ricky Nelsons samtliga bevarade inspelningar från åren 1957 - 1962. En tjock inbunden bok i LP-format medföljer också boxen.

## Låtlista

### CD 1
1. I'm Walkin'
2. You're My One And Only Love
3. A Teenager's Romance
4. Be-Bop Baby (singel-version)
5. Have I Told You Lately That I Love You
6. If You Can't Rock Me (1:a inspelade versionen)
7. Your True Love
8. Honeycomb
9. Boppin' The Blues
10. Baby I'm Sorry
11. I'm Confessin'
12. Be-Bop Baby (LP-version)
13. Have I Told You Lately That I Love You (LP-version)
14. Whole Lotta Shakin' Goin' On
15. True Love
16. Am I Blue
17. Teenage Doll
18. If You Can't Rock Me (version 2)
19. Stood Up
20. Waitin' In School
21. My Bucket's Got A Hole In It
22. Believe What You Say (single version)
23. Shirley Lee
24. I'm Feelin' Sorry
25. There's Good Rockin' Tonight
26. Someday (You'll Want Me To Want You)
27. Down The Line
28. Unchained Melody
29. Poor Little Fool
30. My Babe

### CD 2
1. I'm In Love Again
2. There Goes My Baby
3. Believe What You Say (LP-version)
4. Don't Leave Me This Way
5. Lonesome Town (version 1)
6. I Got A Feeling
7. I'll Walk Alone
8. Restless Kid
9. It's All In The Game
10. Lonesome Town
11. Cindy (version 3 (slow))
12. It's Late
13. One Of These Mornings
14. Old Enough To Love
15. Trying To Get To You
16. Gloomy Sunday
17. Be True To Me
18. Never Be Anyone Else But You
19. Just A Little Too Much (version 1)
20. Sweeter Than You (version 1)
21. I've Been Thinkin' (version 1)
22. It's Late
23. I Can't Help It
24. You Tear Me Up
25. Just A Little Too Much (version 2)
26. Sweeter Than You (version 2)
27. I've Been Thinkin' (version 2)
28. One Minute To One
29. So Long
30. Blood From A Stone (stereo)

### CD 3
1. You'll Never Know What You're Missing
2. You're So Fine
3. That's All
4. A Long Vacation
5. Hey Pretty Baby
6. Half Breed
7. Don't Leave Me
8. Make Believe (version 1)
9. Mighty Good
10. I Wanna Be Loved
11. Again
12. I'd Climb The Highest Mountain
13. Young Emotions
14. Make Believe (version 2)
15. Glory Train
16. If You Believe It
17. March With The Band Of The Lord
18. I Bowed My Head In Shame
19. Right By My Side
20. Here I Go Again
21. Do You Know What It Means To Miss New Orleans
22. When Your Lover Has Gone
23. Baby Won't You Please Come Home
24. Time After Time
25. I'm Not Afraid
26. Yes Sir, That's My Baby
27. You Are My Sunshine
28. Ain't Nothin' But Love
29. Proving My Love
30. I'm All Through With You

### CD 4
1. You Are The Only One
2. Milk Cow Blues
3. Hello Mary Lou
4. Everybody But Me
5. Break My Chain
6. Travelin' Man
7. Oh Yeah,i'm In Love
8. Sure Fire Bet
9. Stars Fell On Alabama
10. Lucky Star
11. My One Desire
12. I'll Make Believe
13. Hello Mary Lou
14. That Warm Summer Night
15. Everlovin'
16. A Wonder Like You
17. Thank You Darling
18. History Of Love
19. Today's Teardrops
20. Baby,you Don't Know
21. There's Not A Minute
22. Mad Mad World
23. Sweet Little Lovable You
24. Stop Sneakin' Around
25. Excuse Me Baby
26. I Can't Stop Loving You
27. Summertime
28. Congratulations
29. Poor Loser
30. Young World
31. I've Got My Eyes On You (version 2)

### CD 5
1. Teen Age Idol
2. It's Up To You
3. I Need You (double vocal)
4. Brand New Girl (the session)
5. Brand New Girl
6. Scratchin' (version 2)
7. Tears (version 2)
8. Doggone It (version 2)
9. Desire (vers. 2)
10. Cindy (film-versionen från Rio Bravo med Walter Brennan)
11. My Rifle,my Pony And Me
12. Do You Know What It Means To Miss New Orleans (filmversionen)
13. I'm Walkin'
14. You Are The Only One
15. Stood Up
16. Trying To Get To You
17. Just Because (med Lorrie Collins)
18. Baby I'm Sorry
19. Waitin' In School
20. You Are The Only One (med Lorrie Collins)
21. Whole Lotta Shakin' Goin' On
22. Never Be Anyone Else But You
23. Cindy (version 2 (snabb))
24. Sevillanas
25. Again
26. Rick Flat-picking
27. Have I Told You Lately That I Love You (singel version)
28. Christmas Song
29. Jingle Bells
30. Radio-reklam
31. Album-reklam

### CD 6
1. You're My One And Only Love (alternativ version)
2. I'm Walkin' (alternativ version)
3. A Teenager's Romance (alternativ version)
4. If You Can't Rock Me (version 1)
5. Poor Little Fool
6. Restless Kid (annorlunda overdub)
7. Believe What You Say
8. Don't Leave Me This Way
9. Lonesome Town (version 1 med annorlunda text)
10. If You Can't Rock Me (version 1
11. It's All In The Game (alternativ version)
12. One Of These Mornings
13. Be True To Me (alternativ version)
14. It's Late (alternativ stereomix)
15. Trying To Get To You
16. Cindy (version 2 (snabb))
17. Just A Little Too Much (version 2, instrumental)
18. Never Be Anyone Else But You (alternativ version 1)
19. Young Emotions (utan stråkar)
20. I've Been Thinkin' (instrumental)
21. Never Be Anyone Else But You (alternativ version 2)
22. Doggone It (version 1)
23. Tears (version 1)
24. Scratchin' (version 1)
25. I've Got My Eyes On You (version 1)
26. I Need You (alternativ version)